# 장성희
장성희(張成熙, 일본어: 長原 成樹 나가하루 세이키[*], 1964년 4월 18일~)는 재일 한국인 남성 희극인이다.
「바람, 슬로우 다운」을 통해 오사카 영화제 제17회 신인상을 수상했다.